# Regina grahamii
Espèce
Synonymes
- Regina grahami Baird & Girard, 1853

Statut de conservation UICN

 LC  : Préoccupation mineure
Regina grahamii est une espèce de serpents de la famille des Natricidae.

## Répartition
Cette espèce est endémique des États-Unis. Elle se rencontre dans l'ouest de l'Alabama, dans l'ouest du Mississippi, dans l'Arkansas, dans le Texas, dans l'Oklahoma, en Louisiane, dans le Kansas, dans le sud-est du Nebraska, dans l'Iowa, dans l'Illinois et dans le Missouri.

## Description
C'est un serpent vivipare.

## Étymologie
Cette espèce est nommée en l'honneur de James Duncan Graham.

## Publication originale
- Baird & Girard, 1853 : Catalogue of North American Reptiles in the Museum of the Smithsonian Institution. Part 1.-Serpents. Smithsonian Institution, Washington, p. 1-172 (texte intégral).